# Myopa bohartorum
Myopa bohartorum är en tvåvingeart som beskrevs av Camras 1953. Myopa bohartorum ingår i släktet Myopa och familjen stekelflugor.
Artens utbredningsområde är Kalifornien. Inga underarter finns listade i Catalogue of Life.